# Sheldon (Texas)
Sheldon és una concentració de població designada pel cens dels Estats Units a l'estat de Texas. Segons el cens del 2000 tenia 1.831 habitants.

## Demografia
Segons el cens del 2000, Sheldon tenia 1.831 habitants, 546 habitatges, i 447 famílies. La densitat de població era de 274 habitants per km².
Dels 546 habitatges en un 46,5% hi vivien nens de menys de 18 anys, en un 60,1% hi vivien parelles casades, en un 14,8% dones solteres, i en un 18,1% no eren unitats familiars. En el 13,7% dels habitatges hi vivien persones soles el 3,3% de les quals corresponia a persones de 65 anys o més que vivien soles. El nombre mitjà de persones vivint en cada habitatge era de 3,35 i el nombre mitjà de persones que vivien en cada família era de 3,61.
Per edats la població es repartia de la següent manera: un 34,6% tenia menys de 18 anys, un 9,4% entre 18 i 24, un 31,9% entre 25 i 44, un 18,2% de 45 a 60 i un 5,8% 65 anys o més.
L'edat mediana era de 28 anys. Per cada 100 dones de 18 o més anys hi havia 100,8 homes.
La renda mediana per habitatge era de 42.981 $ i la renda mediana per família de 45.219 $. Els homes tenien una renda mediana de 31.071 $ mentre que les dones 26.599 $. La renda per capita de la població era de 15.309 $. Aproximadament el 9% de les famílies i l'11,7% de la població estaven per davall del llindar de pobresa.

## Poblacions més properes
El següent diagrama mostra les poblacions més properes.